# Église Saint-Pierre de Chavenay
Pour les articles homonymes, voir Église Saint-Pierre.
L'église Saint-Pierre est une église catholique paroissiale située à Chavenay, dans les Yvelines, en France. Elle a été classée monument historique par arrêté du 7 juin 1933.

## Localisation
L'église est située en France, en région Île-de-France et dans le département des Yvelines, sur la commune de Chavenay.

## Historique
L'édifice est classé au titre des monuments historiques par arrêté du 7 juin 1933.

## Mobilier
- Vierge à l'Enfant du XIIe siècle
- Fonts baptismaux du XIIIe siècle
- Tabernacle du XXe siècle, création du sculpteur Jacques Dieudonné.